# N538 (België)
De N538 is een gewestweg in België tussen Bergen (N90) en Le Rœulx (N55). De weg heeft een lengte van ongeveer 13 kilometer. Bij de plaats Ville-sur-Haine wordt het Centrumkanaal gepasseerd.
De gehele weg bestaat uit twee rijstroken voor beide rijrichtingen samen.

## Plaatsen langs N538
- Bergen
- Havré
- Ville-sur-Haine
- Le Rœulx